# Ocyptamus martorelli
Ocyptamus martorelli är en tvåvingeart som först beskrevs av Ian R.H. Telford 1973.  Ocyptamus martorelli ingår i släktet Ocyptamus och familjen blomflugor.
Artens utbredningsområde är Puerto Rico. Inga underarter finns listade i Catalogue of Life.